# Айяла, Хави
Хавье́р «Ха́ви» Айя́ла (англ. Javier «Javy» Ayala; 22 августа 1988, Портервилл) — американский боец смешанного стиля, представитель тяжёлой весовой категории. Выступает на профессиональном уровне начиная с 2011 года, известен по участию в турнирах бойцовской организации Bellator MMA.

## Биография
Хави Айяла родился 22 августа 1988 года в городе Портервилле штата Калифорния. В возрасте семи лет начал серьёзно заниматься борьбой, во время учёбы в старшей школе также занимался лёгкой атлетикой: бегом на 100 метров, метанием диска, толканием ядра.

### Начало профессиональной карьеры
Дебютировал в смешанных единоборствах на профессиональном уровне в январе 2011 года, своего первого соперника заставил сдаться уже на 41 секунде первого раунда. Дрался в местных небольших промоушенах преимущественно на территории Калифорнии, одержал победу в организации Tachi Palace Fights. Первое в карьере поражение потерпел в сентябре 2012 года нокаутом от Брэндона Кэша.

### Bellator MMA
Имея в послужном списке пять побед и три поражения, в 2013 году Айяла привлёк к себе внимание крупной американской организации Bellator и подписал с ней контракт на три боя. В дебютном поединке нокаутировал здесь бразильца Тиагу Сантуса, обрушив на него град ударов в самом конце первого раунда. После такой впечатляющей победы его контракт сразу был продлён до шести боёв, он встретился с соотечественником Эриком Приндлом и вновь вышел из поединка победителем — в середине третьего раунда врач запретил сильно избитому Приндлу продолжать сражение.
В сентябре 2014 года Айяла выиграл досрочно у непобеждённого в ММА профессионального боксёра Рафаэля Батлера, поймав того на удушение сзади. Однако в следующем поединке, против Алекса Хаддлстона, сам попался в такой же приём и вынужден был сдаться. Далее проиграл техническим нокаутом Карлу Сойманутафа, победил с тем же результатом Роя Боутона. В ноябре 2016 года вышел в клетку против знаменитого россиянина Сергея Харитонова, считался в этом противостоянии явным андердогом, но, к удивлению общественности, сумел одним ударом нокаутировать своего именитого соперника уже на 16 секунде первого раунда.

## Личная жизнь
Женат, есть двое детей. Приходится двоюродным братом известному бойцу легчайшего веса Джо Сото.

## Статистика в профессиональном ММА
| Боёв 19  | Побед 11 | Поражений 8 |
| -------- | -------- | ----------- |
| Нокаутом | 6        | 4           |
| Сдачей   | 4        | 1           |
| Решением | 1        | 3           |

| Результат | Рекорд | Соперник            | Способ                  | Турнир                          | Дата             | Раунд | Время | Место           | Примечание |
| --------- | ------ | ------------------- | ----------------------- | ------------------------------- | ---------------- | ----- | ----- | --------------- | ---------- |
| Поражение | 11-8   | Валентин Молдавский | Единогласное решение    | Bellator 239                    | 21 февраля 2020  | 3     | 5:00  | Такервилл, США  |            |
| Победа    | 11-7   | Фрэнк Мир           | TKO (сдача от ударов)   | Bellator 212                    | 14 декабря 2018  | 2     | 4:30  | Гонолулу, США   |            |
| Поражение | 10-7   | Чейк Конго          | KO (удары руками)       | Bellator 199                    | 12 мая 2018      | 1     | 2:29  | Сан-Хосе, США   |            |
| Поражение | 10-6   | Рой Нельсон         | Единогласное решение    | Bellator 183                    | 24 сентября 2017 | 3     | 5:00  | Сан-Хосе, США   |            |
| Победа    | 10-5   | Сергей Харитонов    | KO (удар рукой)         | Bellator 163                    | 4 ноября 2016    | 1     | 0:16  | Анкасвилл, США  |            |
| Победа    | 9-5    | Рой Боутон          | TKO (удары руками)      | Bellator 156                    | 17 июня 2016     | 1     | 3:02  | Фресно, США     |            |
| Поражение | 8-5    | Карл Сойманутафа    | TKO (удары руками)      | Bellator 148                    | 29 января 2016   | 2     | 3:46  | Фресно, США     |            |
| Поражение | 8-4    | Алекс Хаддлстон     | Сдача (удушение сзади)  | Bellator 139                    | 26 июня 2015     | 1     | 1:12  | Малвейн, США    |            |
| Победа    | 8-3    | Рафаэль Батлер      | Сдача (удушение сзади)  | Bellator 125                    | 19 сентября 2014 | 1     | 1:03  | Фресно, США     |            |
| Победа    | 7-3    | Эрик Приндл         | TKO (остановлен врачом) | Bellator 111                    | 7 марта 2014     | 3     | 3:05  | Такервилл, США  |            |
| Победа    | 6-3    | Тиагу Сантус        | KO (удары руками)       | Bellator 102                    | 4 октября 2013   | 1     | 5:00  | Висейлия, США   |            |
| Поражение | 5-3    | Карл Сойманутафа    | TKO (удары руками)      | Dragon House 13                 | 2 февраля 2013   | 1     | 3:00  | Окленд, США     |            |
| Победа    | 5-2    | Майк Кук            | Сдача (удушение сзади)  | TWC 16: The Condemned           | 25 января 2013   | 1     | 0:34  | Портервилл, США |            |
| Поражение | 4-2    | Фредди Акитания     | Раздельное решение      | TPF 15: Collision Course        | 15 ноября 2012   | 3     | 5:00  | Лемор, США      |            |
| Поражение | 4-1    | Брэндон Кэш         | KO (удар рукой)         | Up and Comers 12: Turning Point | 22 сентября 2012 | 1     | 0:31  | Корсеголд, США  |            |
| Победа    | 4-0    | Си Джей Левек       | Сдача (рычаг колена)    | CCFC: The Return                | 3 марта 2012     | 1     | 1:37  | Санта-Роза, США |            |
| Победа    | 3-0    | Фредди Акитания     | Раздельное решение      | TPF 11: Redemption              | 2 декабря 2011   | 3     | 5:00  | Лемор, США      |            |
| Победа    | 2-0    | Рэй Кастаньеда      | TKO (удары руками)      | TWC 11: Inferno                 | 17 июня 2011     | 1     | 1:33  | Портервилл, США |            |
| Победа    | 1-0    | Гэри Лафранки       | Сдача (удары руками)    | TWC 10: Beatdown                | 21 января 2011   | 1     | 0:41  | Портервилл, США |            |